# Chemnitz-Helbersdorf
Helbersdorf ist ein Stadtteil im Süden von Chemnitz und erstreckt sich vom östlich gelegenen Chemnitzfluss bis zur Stollberger Straße im Westen. Der östliche Teil wird vom Stadtpark und vom alten Ortskern, der gesamte westliche Teil vom sog. Baugebiet I des früheren „Fritz-Heckert-Gebiets“ eingenommen. An Helbersdorf grenzen die Stadtteile Kapellenberg, Altchemnitz, Markersdorf, Morgenleite und Kappel. Ursprünglich reichte die Helbersdorfer Flur noch über die Stollberger Straße bis nach Schönau, weshalb der ehemalige Flughafen, heute im Stadtteil Kappel gelegen, in diesem Artikel näher beschrieben wird. 

## Geschichte

### 14. bis Ende 19. Jahrhundert
Das erstmals 1316 als „Helbigsdorf“ (Dorf eines Helwig) erwähnte Waldhufendorf kam zusammen mit der Herrschaft Rabenstein im Jahr 1375 an das Chemnitzer Benediktinerkloster. Nach Auflösung des Klosters wurde Helbersdorf dem Amt Chemnitz unterstellt.
Die Helbersdorfer brachen 1522 das Chemnitzer Bannmeilenrecht, so dass dem ansässigen Leinweber der Webstuhl weggenommen wurde. Auch in Helbersdorf, wie in den Nachbargemeinden Markersdorf, Kappel und Altchemnitz, wütete der Dreißigjährige Krieg – viele Gebäude wurden durch Holck’sche Truppen 1632 dem Erdboden gleichgemacht.

### Seit dem 20. Jahrhundert
Eine Industrialisierung blieb aus, dafür entwickelte sich Helbersdorf zum Wohnvorort für Chemnitzer Arbeiter. Auch die Helbersdorfer Bewohner selbst arbeiteten in den nahe gelegenen Fabriken, weshalb der Ort 1909 nach Chemnitz eingemeindet wurde.
Flughafen
In Chemnitz herrschte schon seit dem Jahr 1911 ein Flugbetrieb auf dem alten Flughafen an der Zschopauer Straße. In den Jahren 1925/26 entstand ein neuer Flughafen. Die Landung eines Luftschiffs im Jahr 1930 und des damals größten Landflugzeugs der Welt, der Junkers G 38, 1932 sorgten unter den Chemnitzern für großes Aufsehen.
Am 1. Mai 1958 wurde der Flughafen Karl-Marx-Stadt offiziell eröffnet und am nächsten Tag, dem 2. Mai 1958, erhob sich mit Flug DH 54 die erste Maschine Richtung Leipzig. Doch die Verkehrsverhältnisse wurden immer noch als unzureichend für diesen Industrieschwerpunkt bezeichnet, die Landemöglichkeit nur für Kleinflugzeuge verhinderte eine weitere Entwicklung. Flugsicherungseinrichtungen für Schlechtwetterlandungen, wie Start- und Landebahnbefeuerung, konnten auf Grund fehlender finanzieller Mittel und Materialengpässen nie ausgeführt werden. Lediglich ein kleiner Teil des Flugvorfeldes, auf dem die Flugzeuge zum Einsteigen bereitstanden, wurde betoniert. – Am 31. Oktober 1962 erfolgte mit der Flugnummer DH 209 um 15:35 Uhr der letzte Linienflug der Deutschen Lufthansa vom Karl-Marx-Städter Flughafen an der Stollberger Straße nach Berlin.
Ab 1974 entstand auf dem Gelände des ehemaligen Flughafens die Plattenbausiedlung Fritz-Heckert-Gebiet. Das Empfangsgebäude des alten Chemnitzer Flughafens blieb vom Abriss verschont, lediglich die Landebahn wurde bebaut. 
Nach der deutschen Wiedervereinigung und der Wiedergründung des Freistaates Sachsen sowie der Etablierung neuer Verwaltungen begannen in vielen Städten Umbauarbeiten, so auch ab 1998 im Stadtteil Heckert: Einige gerade erst 25 Jahre alte Gebäude wurden abgerissen oder aufwendig saniert.

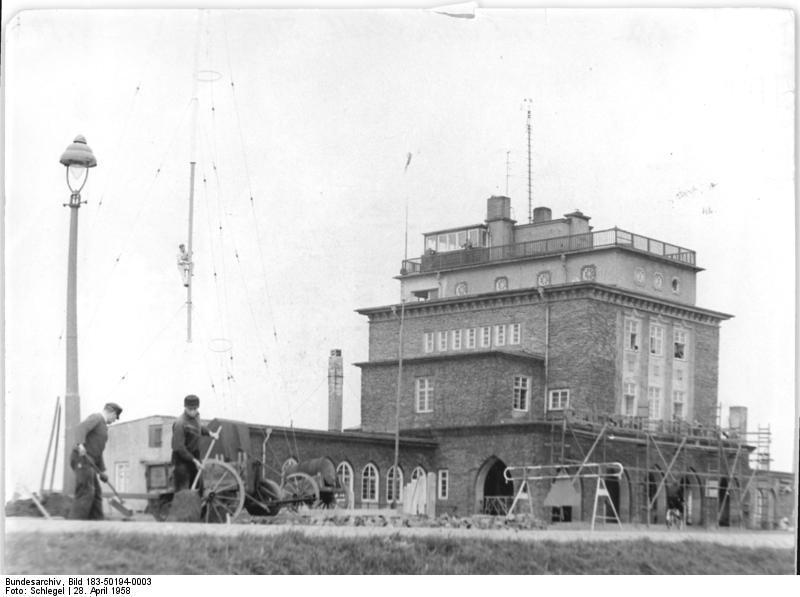
Altes Flugplatzgebäude und die Sendeanlage im April 1958
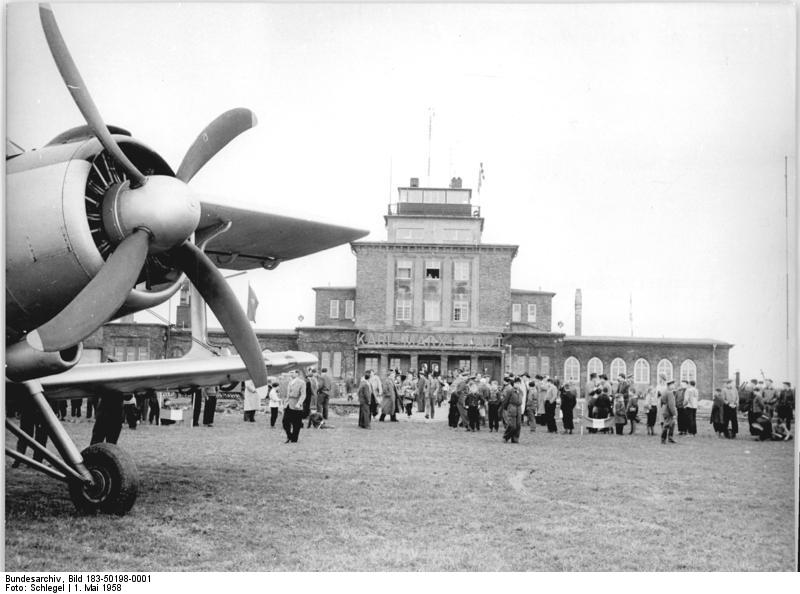
Flughafen Karl-Marx-Stadt im Mai 1958
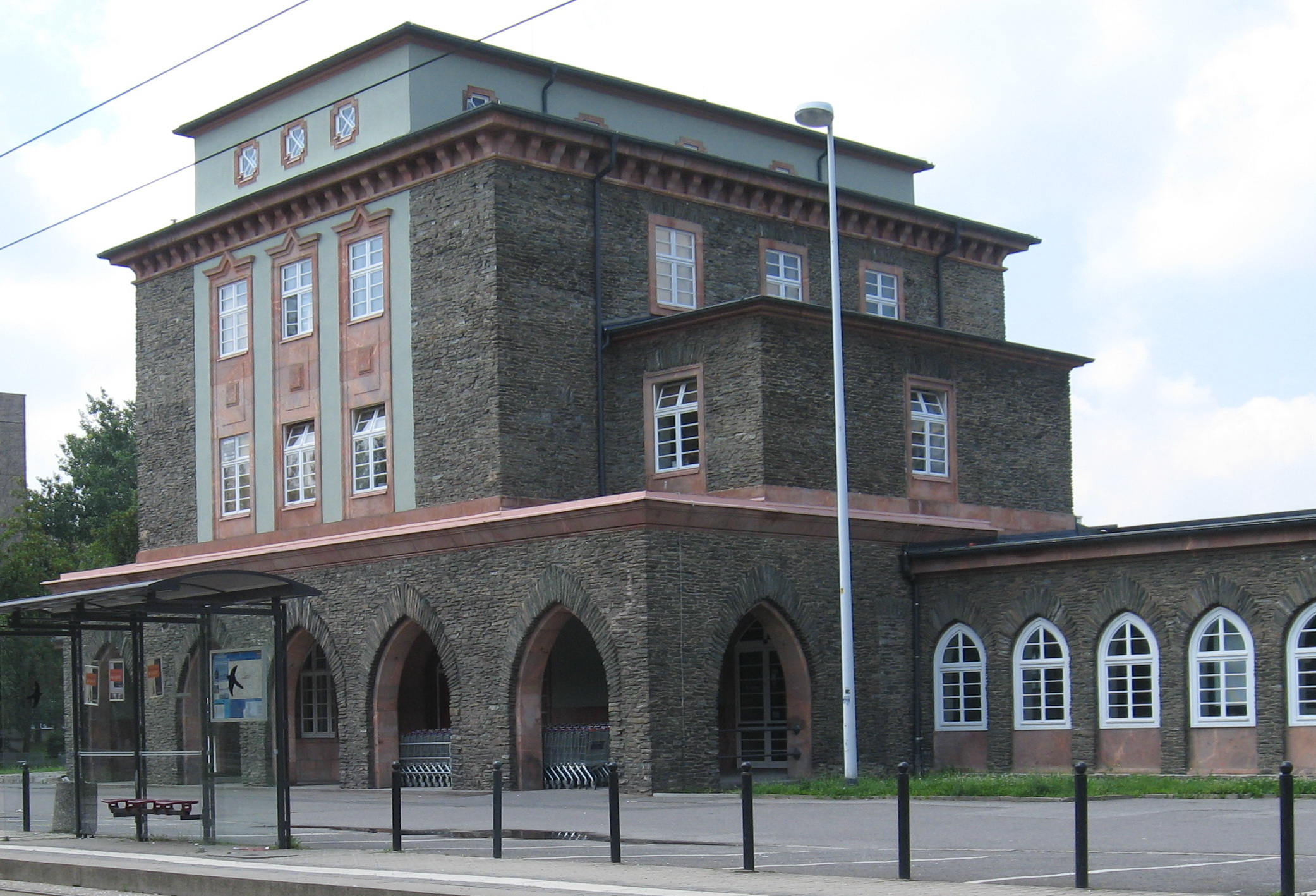
Empfangsgebäude des ehemaligen Chemnitzer Flughafens im Juli 2009
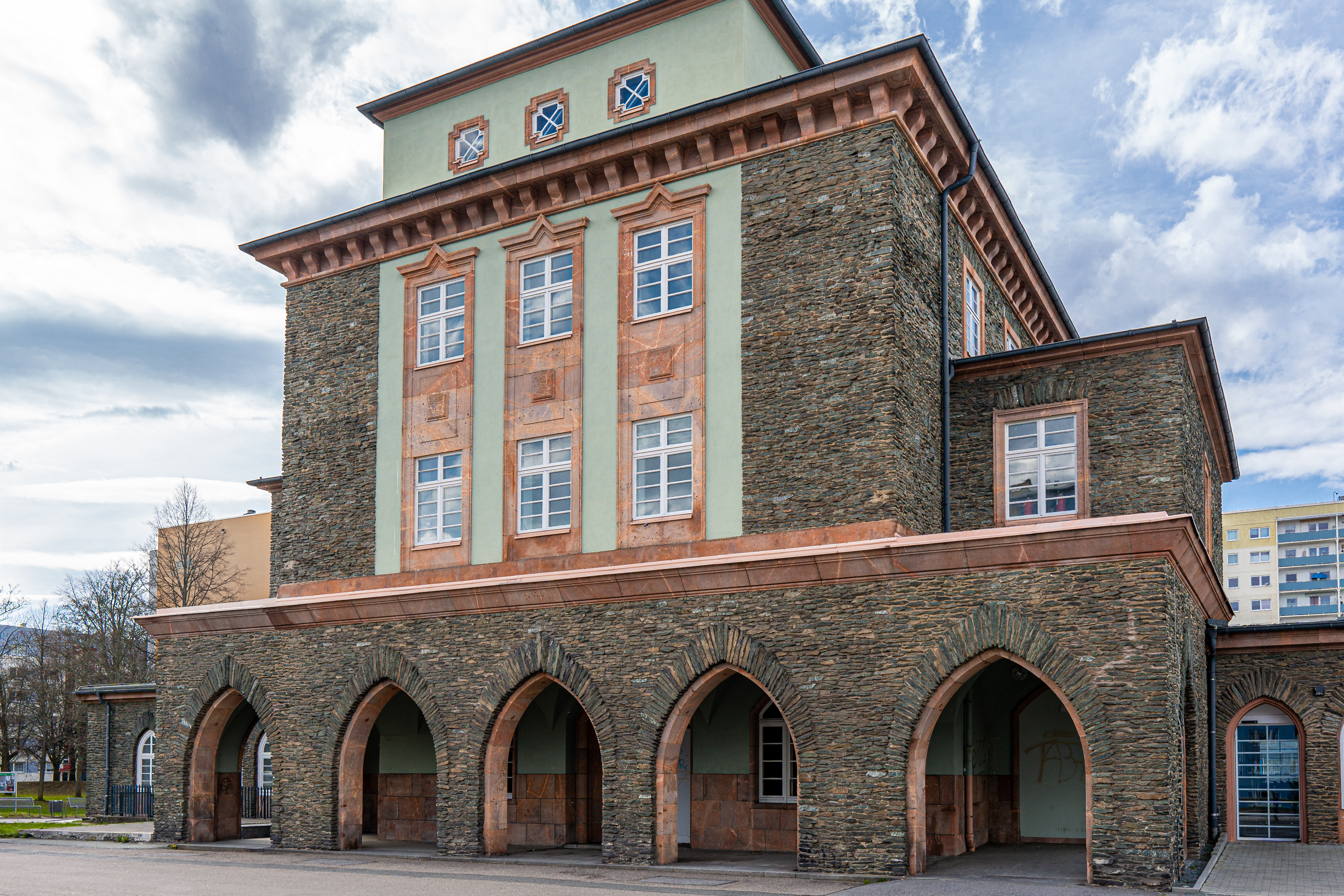
Abfertigungshalle alter Flughafen Chemnitz

Stadtpark

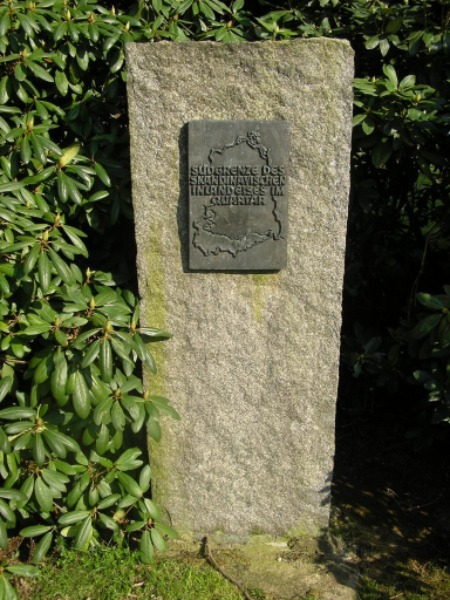
Gedenkstein über die Eiszeit im Stadtpark

Der Stadtpark Chemnitz erstreckt sich als 6 km langer Streifen von nördlich der Treffurthstraße im Stadtteil Kapellenberg bis zum Beginn des Harthwalds im Stadtteil Markersdorf. Nur in Helbersdorf, wo sich der größere Teil befindet, wurde er planmäßig angelegt, der südliche Teil (ab Südring) erinnert eher an ein Waldstück. 
Schon im Jahr 1798 ließ der damalige Besitzer des Areals, der Chemnitzer Bürgermeister Gotthold Leberecht Sachse, zwischen der heutigen Straßburger-, Becker- und Rößlerstraße einen kleinen privaten Park, Sachses Ruhe genannt, errichten. Diesenr Park wurde 1884 der Stadt Chemnitz zum Kauf angeboten. Den Kaufpreis stiftete der Stadtrat Ernst Otto Clauß, er veranlasste auch die Umbenennung in Bürgerpark. Mit dem Ausbau der Parkanlage wurde sofort begonnen. Stadtrat Fürchtegott Moritz Albert Voigt schenkte der Stadt 1890 für den weiteren Ausbau ein an den Park grenzendes Areal. Durch die Begradigung des Chemnitzflusses fiel ein weiterer Teil dem Gelände zu. Im Jahr 1900 wurde der Voigtsche Park (heute das Gebiet um den kleinen Stadtparkteich) eröffnet. Otto Werner ließ 1904/05 das heute nach ihm benannte Parkstück anlegen. Nun besaß der Park eine Fläche von 5,6 ha, er war aber noch erweiterungswürdig. Dafür kaufte die Stadtverwaltung 1908 weitere Grundstücke; der erste Spatenstich erfolgte im Jahr 1909. Der große Stadtparkteich entstand 1910/11, als ein von Markersdorf kommender Bach angestaut wurde. Der Bau einer Parkschänke wurde auf Grund des ausgebrochenen Ersten Weltkriegs nicht verwirklicht. In dem Teil des Stadtparks nach dem heutigen Südring in Richtung Harthwald, wurde 1913/14 ein Fußballplatz angelegt.
Im Zweiten Weltkrieg wurde der Park in Mitleidenschaft gezogen, mühsam wurde an der Wiederherstellung gearbeitet. An den Stadtpark wurde zusätzlich noch 1950 der Vogelsche Park an der Beckerstraße eingegliedert.

## Verkehr
Im Westen von Helbersdorf verläuft die B169 (Stollberger Straße) und im Süden der Südring. Die durch den alten Ortskern führende Helbersdorfer Straße verbindet die Stadtteile Kappel und Markersdorf und mündet dann in den Südring. 
Entlang der Stollberger Straße fährt die Straßenbahn (Linie 4) der CVAG von der Innenstadt bis zum Stadtteil Hutholz. Außerdem kann Helbersdorf mit den Buslinien 22, 43, 53 und 262 erreicht werden.